# 空地整體戰
空地整體戰（英語：AirLand Battle，縮寫為），又譯空地整體作戰，地空作戰，空地一體戰，是美國陸軍於1982年提出的作戰構想，為了因應在歐洲戰場上，北約軍隊需要對抗華沙公約組織的機械化步兵師的攻擊，而採取的防禦戰略。在這個戰略中，陸軍的角色是用來作為防禦侵入軍隊的機動戰，空軍負責攻擊在敵軍後方留守的戰鬥增強後援部隊。
空地整體戰被用來取代在1976年提出的主動防禦戰略，在2001年被全頻譜優勢取代。

## 概論
空地整體戰的概念，由第二次世界大戰期間，蘇聯軍隊對抗德國閃擊戰的防禦戰略所啟發。